# Навид Кермани
Навид Кермани (на немски: Navid Kermani) е германски ориенталист, публицист и писател.

## Биография
Роден е на 27 ноември 1967 година в Зиген в иранско семейство. От ранна възраст пише за местни, а след това и за национални вестници. Следва философия в Кьолн, Кайро и Бон. Работи в областта на ориенталистиката и е автор на множество книги, главно на тема контактите между Ислямския свят и Запада.